# Poyntonophrynus beiranus
Poyntonophrynus beiranus är en groddjursart som först beskrevs av Arthur Loveridge 1932.  Poyntonophrynus beiranus ingår i släktet Poyntonophrynus och familjen paddor. IUCN kategoriserar arten globalt som livskraftig. Inga underarter finns listade i Catalogue of Life.